# Backa Carin Ivarsdotter

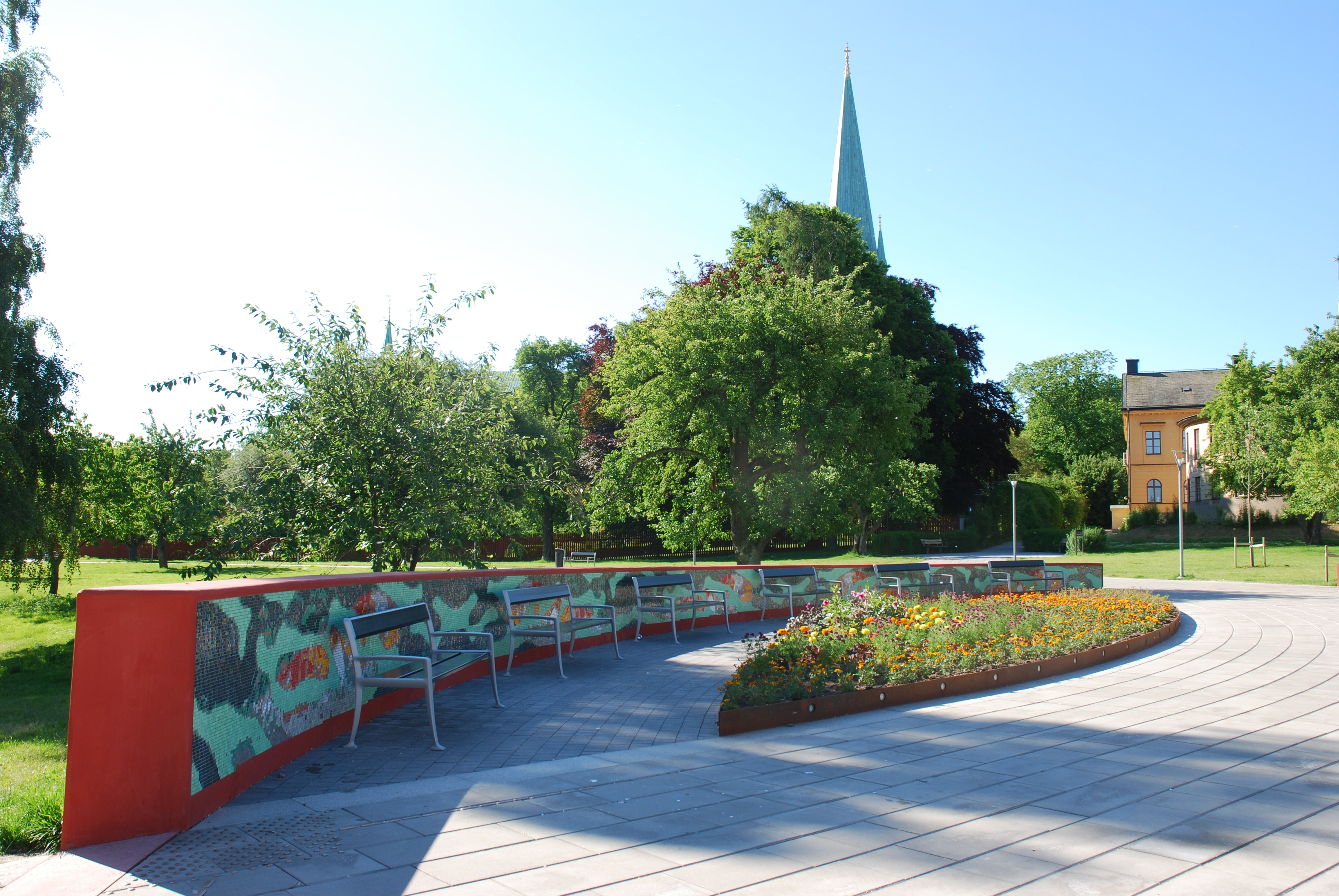
Karp e Diem i Biskopsaparken i Linköping

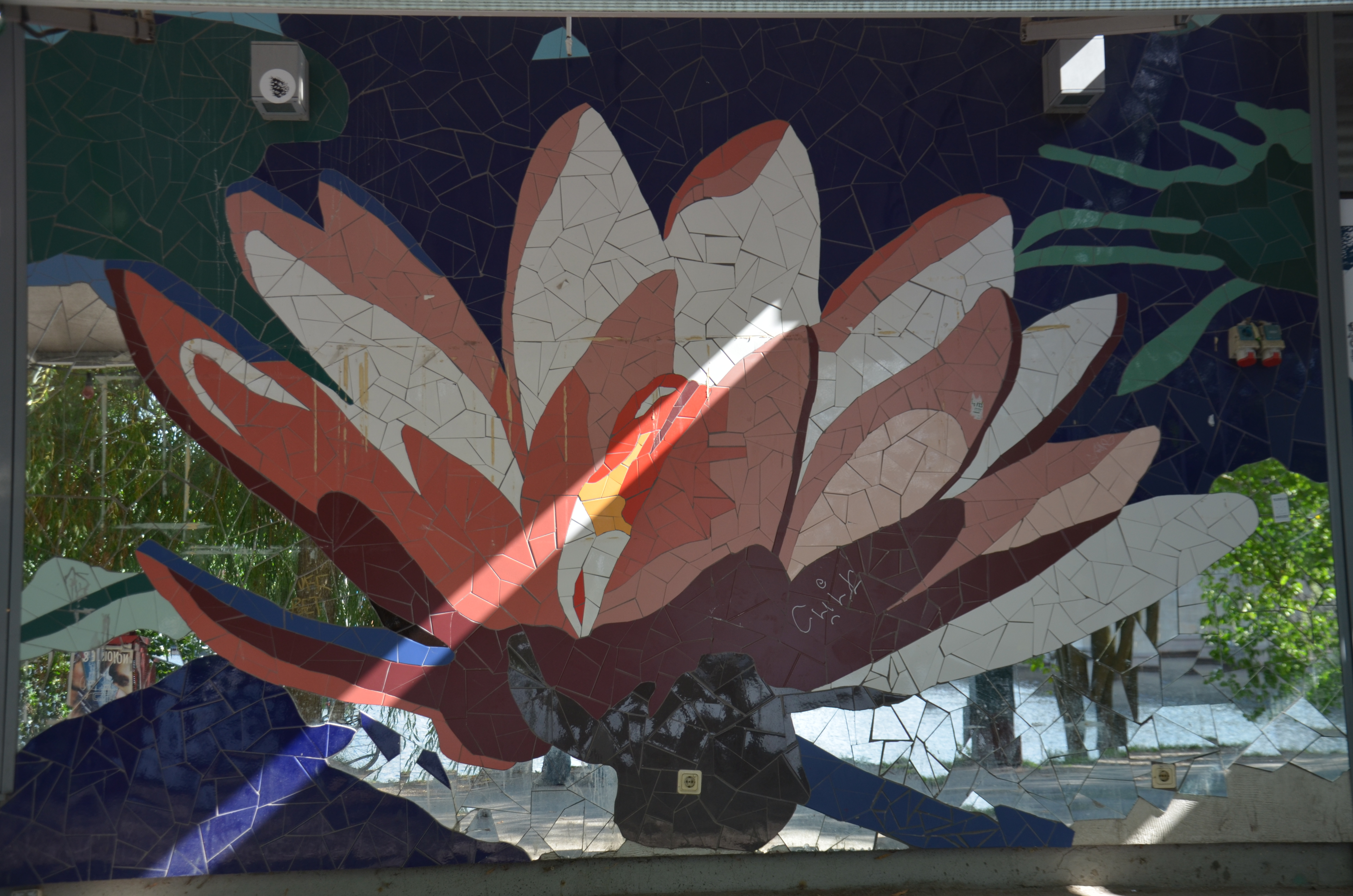
Miraculum 510 vid Hornstull i Stockholm, detalj

Backa Carin Lena Maria Ivarsdotter, född 13 mars 1973 i Uppsala, är en svensk skulptör.
Backa Carin Ivarsdotter utbildade sig på Folkuniversitetets Konstskola i Uppsala 1992, vid konstlinjen på Bollnäs folkhögskola 1992-95, på Konstfack i Stockholm 1995-2000 samt på Högskolan för design och konsthantverk i Göteborg 1998.
I sina verk problematiserar hon människans avstånd till naturen. I stora monumentala verk upprepas och härmas naturens former som för att kunna frysa tiden i en lustgård som varar för evigt.[källa behövs]

## Offentliga verk i urval
- Miraculum 510 (2006), mosaikfasad, Hornstulls strand i Stockholm (med Monica Larsson)
- Kärleksträdgård,  gestaltning av två innergårdar på Platensskolan i Motala (2007), laminerat spegelglas, bänkar, belysning, växter och markbeläggning (med landskapsarkitekten Håkan Johansson)
- Karp e Diem (2008-09), mosaiker, Biskopsparken vid Konsert & Kongress i Linköping[1]
- Kärlek till Nanna (2009), munblåst fönsterglas, bronsskulpturer, kristallprismor, Nannaskolan i Uppsala
- Gaia (2010), mosaiker, bronsskulpturer, Infektionskliniken på Norra Älvsborgs länssjukhus i Trollhättan